# 上海軌道交通AC16型電車
上海軌道交通AC16型電車（シャンハイきどうこうつうAC16がたでんしゃ）は、上海軌道交通11号線で運転されている電車。

## 概要
AC16型電車は株洲電力機車有限公司、で72編成（432両）生産され、2009年12月31日より、上海軌道交通11号線の開業と共に運転開始された。

## 編成
両端の先頭車が制御車、中間車4両が電動車、MT比4M2Tの6両編成である。
| スタブアイコン | サブスタブ | この項目は、まだ閲覧者の調べものの参照としては役立たない、鉄道に関連した書きかけの項目です。この項目を加筆・訂正などしてくださる協力者を求めています（P:鉄道/PJ:鉄道）。 |